# Philippe Cattiau

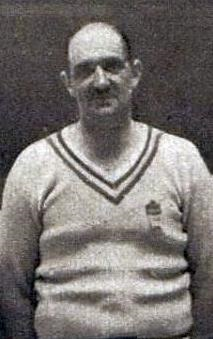
Philippe Cattiau en 1932, aux JO de Los Angeles.

Philippe Cattiau, né le 28 juillet 1892 à Saint-Malo et mort le 18 février 1962 dans la même ville, est un ancien escrimeur français. Membre de l'équipe de France d'épée et de fleuret, il est trois fois champion olympique pour un total de huit médailles, ce qui en fait un des athlètes les plus titrés d'avant-guerre, et le plus médaillé du sport français à égalité avec Roger Ducret. Il est également à plusieurs reprises champion du monde. Il fait partie de la liste des sportifs français nommés « Gloire du sport ».

## Biographie
Son père, également prénommé Philippe, est un militaire, sergent maître d'armes au  47e régiment d'infanterie à Saint-Malo. Il initie très vite son fils à l'escrime qui devient champion de Bretagne d'escrime à 15 ans, titre qu'il conservera les deux années suivantes. À 18 ans, Philippe Cattiau s'engage dans l'armée et rejoint le 1er régiment de génie à Versailles. Il est détaché, un an plus tard, le 12 octobre 1911, à l'école normale de gymnastique et d'escrime de Joinville-le-Pont pour apprendre le métier de maître d'armes. Il est promu caporal le 29 août 1912. Le 12 juillet 1913, il rejoint le 47e régiment d'infanterie à Saint-Malo où il est promu sergent le 11 septembre. Il quitte Saint-Malo avec son régiment dans la nuit du 5 au 6 août 1914 pour rejoindre le front, deux jours après la déclaration de guerre. Il est blessé par balle au bas de la cuisse fin août 1914, pendant la bataille de Guise, non loin de Saint-Quentin dans l'Aisne. Il est alors fait prisonnier et est interné en Allemagne jusqu'à la fin du conflit. 
Malgré son amyotrophie à la cuisse provoquée par sa blessure, il va devenir dans l'entre-deux-guerre un grand escrimeur, décrochant au moins une médaille à chacune de ses cinq participations aux Jeux olympiques entre 1920 et 1936, récoltant 2 médailles en individuel et 6 par équipe. Ainsi aux JO d'Anvers en 1920, il est médaillé d'argent au  fleuret individuel, médaille qu'il conserve quatre ans plus tard, aux JO de Paris. Lors de ces jeux, il est également champion olympique au fleuret par équipe. Aux JO d'Amsterdam en 1928, il est vice-champion olympique par équipe au fleuret. En 1932, aux JO de Los Angeles, il est champion olympique par équipe à l'épée et au fleuret et lors de ces derniers jeux en 1936 à Berlin, il décroche une médaille de bronze par équipe à l'épée. Durant ces années, il est aussi plusieurs fois champion de France et champion du monde à l'épée en 1929 et en 1930, vice-champion du monde au fleuret en 1927 et 1929.
À la fin de sa carrière d'escrimeur à la fin des années 1930, il devient entraineur de l'équipe de France d'escrime pour les trois armes, fonction qu'il occupera encore après guerre, lors des Jeux olympiques de 1948 à Londres. Il est aussi représentant de commerce, travaillant notamment pour Dunlop. À sa retraite, il vient revivre à Saint-Malo où il meurt en 1962 à 69 ans,. 
Malgré l'un des plus beaux palmarès dans le sport français, Philippe Cattiau a laissé peu de trace dans la mémoire collective. Cela tient sans doute au fait que l'escrime, sport surtout pratiqué par des  militaires, était peu médiatisé à l'époque et réservé à une certaine classe sociale.

## Palmarès

### Jeux olympiques

#### En individuel
- Médaille d'argent au fleuret aux Jeux olympiques d'été de 1920
- Médaille d'argent au fleuret aux Jeux olympiques d'été de 1924

#### Par équipe
- Médaille d'or au fleuret aux Jeux olympiques d'été de 1924
- Médaille d'or à l'épée aux Jeux olympiques d'été de 1932
- Médaille d'or au fleuret aux Jeux olympiques d'été de 1932
- Médaille d'argent au fleuret aux Jeux olympiques d'été de 1920
- Médaille d'argent au fleuret aux Jeux olympiques d'été de 1928
- Médaille de bronze à l'épée aux Jeux olympiques d'été de 1936

### Championnats du monde

#### En individuel
- Médaille d'or à l'épée en 1929
- Médaille d'or à l'épée en 1930
- Médaille d'argent au fleuret en 1927
- Médaille d'argent au fleuret en 1929

#### Par équipe
- Médaille d'or à l'épée en 1934
- Médaille d'or à l'épée en 1935
- Médaille d'argent au fleuret en 1930
- Médaille d'argent au fleuret en 1937
- Médaille de bronze en épée en 1930

## Hommage
Un centre sportif porte son nom à Villeneuve-la-Garenne en région parisienne (Philippe Catiau a vécu un temps dans cette commune).